# Max Pauly (SS-Mitglied)

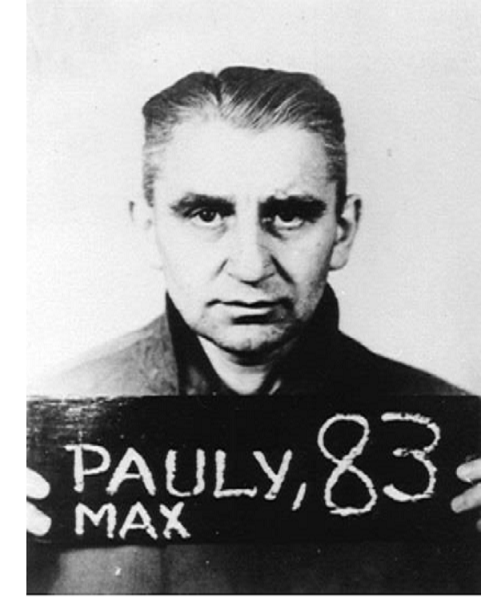
Max Pauly nach seiner Festnahme 1945.

Max Johann Friedrich Pauly (* 1. Juni 1907 in Wesselburen; † 8. Oktober 1946 in Hameln) war ein deutscher SS-Führer im Range eines SS-Standartenführers, KZ-Kommandant und Kriegsverbrecher.

## Leben
Max Pauly, Sohn eines Haushaltswarenladenbesitzers, absolvierte nach dem Abschluss der Volksschule in der Eisenwarenhandlung seiner Heimatstadt eine Ausbildung zum Verkäufer. Nachdem sein Vater 1928 verstorben war, übernahm er dessen Haushaltswarenladen. Pauly heiratete 1930 die Tochter eines  Viehhändlers aus Wesselburen und wurde Vater von fünf Kindern. Seine Frau starb im August 1944.
Pauly trat zum 1. Dezember 1928 der SA und der NSDAP bei (Mitgliedsnummer 106.204). Er wechselte von der SA Anfang Mai 1930 zur SS (SS-Nummer 5.448). In den Augen der Nationalsozialisten galt er als „Alter Kämpfer“. Schon vor der „Machtergreifung“ der Nationalsozialisten wurde Pauly am 27. Januar 1932 zum SS-Sturmführer ernannt. Er war Leiter des Sturmbanns I/53 in Rendsburg. Infolge von rechtsradikal motivierten Anschlägen wurde er mehrfach festgenommen und musste aufgrund schweren Landfriedensbruchs 1932 eine siebenmonatige Haftstrafe antreten. Hintergrund war seine Beteiligung an der Zerstörung eines SPD-Wahlkampfwagens. Am 12. Juni 1933 stieg er zum SS-Hauptsturmführer auf; seine Ernennung zum SS-Sturmbannführer erhielt Pauly am 20. Juni 1934 im Zuge einer Direktbeförderung.
Ab Frühjahr 1936 wurde Max Pauly in der Schutzstaffel als hauptamtlicher SS-Führer geführt und absolvierte bei der Polizei sowie an der SS-Unterführerschule Dachau einen Lehrgang. Danach führte er den II. SS-Sturmbann der 53. SS-Standarte in Rendsburg. Am 1. Februar 1937 übernahm Max Pauly das Kommando über die 71. SS-Standarte im Landkreis Danzig-Praust von seinem Vorgänger Manfred Körnich. Das Kommando über diese Standarte sollte er bis zum Ende des Krieges innehaben. Am 9. November 1937 wurde Pauly zum SS-Obersturmbannführer ernannt.

## Zweiter Weltkrieg
Nach Absolvieren des 14. Lehrgangs an der SS-Führerschule in Dachau wurde Pauly im Sommer 1939 zum neu gegründeten SS-Wachsturmbann Eimann abkommandiert, wo er als Chef des Stabes diente. Wenig später übernahm er die organisatorische Kontrolle über alle im polnischen Korridor entstandenen „Internierungslager“. Er war mitverantwortlich für die Ermordung von 1400 psychisch Kranken und übernahm im Oktober 1939 die kommissarische Leitung über das „SS-Sonderlager Stutthof“ und weitere Haftstätten.
Am 20. Februar 1942 übernahm Max Pauly auch offiziell das Kommando über das KZ Stutthof und wurde damit den berüchtigten SS-Totenkopfverbänden zugeteilt. Mit dieser Zuteilung wurde er als SS-Sturmbannführer der Reserve mit Wirkung vom 30. Januar 1942 auch in die Waffen-SS übernommen.
Anfang September 1942 wechselte er als Kommandant in das KZ Neuengamme, das er bis Anfang Mai 1945 leitete. In diese Zeit fallen zahlreiche Kriegsverbrechen, wie die Ermordung der Kinder vom Bullenhuser Damm und die Exekution von 58 Männern und 13 Frauen aus dem KZ Fuhlsbüttel.
Die Dienstaltersliste der Waffen-SS mit dem Sachstand vom 1. Januar 1944 (handschriftlich bis einschließlich des 30. Januar 1945 weitergeführt) vermerkt unter der laufenden Nummer 2871 für Pauly eine Beförderung am 9. November 1944. Dort wurde allerdings nicht darauf eingegangen, zu welchem Dienstgrad Pauly in der Waffen-SS befördert wurde, zumal diese DAL ihn noch als Sturmbannführer führt, obwohl er in der Allgemeinen SS bereits die Dienstgradstufe eines Obersturmbannführers erreicht hatte. Seine Beförderung zum SS-Standartenführer in der Allgemeinen SS erhielt Pauly am 1. März 1945; dabei dürfte es sich um eine der seltenen Direktbeförderungen gehandelt haben, da sonst nur an „historischen Gedenktagen der NS-Bewegung“ (30. Januar, 20. April und 9. November) befördert wurde.

## Nach Kriegsende
Am 30. April 1945 setzte sich Pauly nach Flensburg ab und wurde im darauffolgenden Herbst in seiner Heimatstadt verhaftet. Zusammen mit dreizehn weiteren Verantwortlichen für das Konzentrationslager Neuengamme wurde der im KZ Neuengamme für seine Grausamkeit bekannte Pauly im Neuengamme-Hauptprozess in Hamburg vor ein britisches Militärgericht gestellt. Pauly wurde u. a. der schlechten Versorgungslage von Häftlingen und Mordaktionen beschuldigt. Mit zehn weiteren Angeklagten wurde Max Pauly am 3. Mai 1946 zum Tode verurteilt und am 8. Oktober 1946 im Zuchthaus Hameln durch den Henker Albert Pierrepoint gehängt.